# Dongping (socken i Kina, Guangxi)
Dongping (kinesiska: 东屏乡, 东屏) är en socken i Kina. Den ligger i den autonoma regionen Guangxi, i den södra delen av landet, omkring 66 kilometer söder om regionhuvudstaden Nanning.
Genomsnittlig årsnederbörd är 2 397 millimeter. Den regnigaste månaden är juli, med i genomsnitt 471 mm nederbörd, och den torraste är januari, med 31 mm nederbörd.